# کوچه ابرهای گم‌شده
کوچه ابرهای گم‌شده یک رمان اثر نویسنده معاصر ایرانی، کورش اسدی است که در سال ۱۳۹۵ در تهران توسط نشر نیماژ منتشر شد. نگارش این کتاب در سال ۱۳۸۵ انجام شد اما پس از گذشت ۱۰ سال منتشر شد. شخصیت اصلی داستان یک کتاب فروش به نام «کارون» است.

## جوایز و افتخارات
- ۱۳۹۶ برنده جایزه ادبی داستان شیراز[۵][۶]